# Stigmatopora narinosa
Stigmatopora narinosa es una especie de pez de la familia Syngnathidae en el orden de los Syngnathiformes.